# TBC1D15
TBC1D15‏ (TBC1 domain family member 15) هوَ بروتين يُشَفر بواسطة جين TBC1D15 في الإنسان.